# Benz 25PS
Il nome Benz 25PS identifica una famiglia di autovetture di lusso prodotte dal 1909 al 1920 dalla Casa automobilistica tedesca Benz & Cie.

## Storia e caratteristiche
La carriera delle Benz 25PS si è articolata in tre modelli, prodotti complessivamente per undici anni. Tale famiglia ha cominciato la sua carriera con il modello 25/45 PS, tolto di produzione nel 1912 per essere sostituito dalla 25/55 PS. Nel 1915 subentrò il modello 25/65 PS, che durò anch'esso per tre anni, fino al 1918, anno in cui venne reintrodotto il modello 25/55 PS, la cui commercializzazione cessò nel 1920.

### Benz 25/45 PS
Il primo modello della famiglia 25PS prese il nome di 25/45 PS e venne introdotto in sostituzione del precedente modello 24/40 PS. La 25/45 PS era equipaggiata da una versione rivisitata del motore montato sulla 24/40 PS. A fronte di una architettura generale pressoché invariata (si trattava anche in questo caso di un quadricilindrico biblocco), fu mantenuta anche la stessa misura di alesaggio (pari a 120 mm), mentre venne allungata la corsa, passata da 135 a 140 mm, con conseguente aumento della cilindrata da 6105 a 6330 cm³. La distribuzione era a valvole laterali con schema a T (valvole di aspirazione su un lato e valvole di scarico sull'altro) e due assi a camme laterali, uno per lato. La potenza massima era di 45 CV a 1400 giri/min, mentre la velocità massima era di 85 km/h.
L'accensione era a magnete e batteria, con due candele per cilindro.
Il telaio della 25/45 PS era in lamiera d'acciaio stampata ed era disponibile in tre differenti varianti di passo, a seconda del tipo di trasmissione, che poteva essere a catena o ad albero cardanico. Nel primo caso l'interasse poteva essere di 3 o 3.17 m, mentre nel secondo caso poteva essere unicamente di 3.12 m.
Le sospensioni erano ad assale rigido con molle a balestra, mentre i freni erano a ceppi sulla trasmissione, con freno a mano a ganasce d'espansione.
Il cambio era a 4 marce, con frizione a cono con guarnizioni in cuoio.

### Benz 25/55 PS
Nel 1912 la 25/45 PS fu sostituita dalla 25/55 PS, una vettura che manteneva in pratica le medesime soluzioni telaistiche, eccezion fatta per la misura dell'interasse, cresciuta a 3.4 metri. La trasmissione era inizialmente ad albero cardanico, ma negli ultimi mesi di produzione le fu affiancata anche una versione con trasmissione a catena e interasse di 3.5 metri.
Il motore nasceva dall'ulteriore allungamento della corsa del precedente 6.3 litri. Qui la corsa è stata portata da 140 a 144 mm, permettendo alla cilindrata di raggiungere 6510 cm³. Differente anche lo schema di distribuzione, questa volta a L, cioè con valvole laterali tutte sullo stesso lato, e con un solo asse a camme laterale. La potenza massima raggiungeva questa volta 55 CV a 1500 giri/min. A causa del maggior peso, la velocità massima era la stessa del precedente modello nonostante la maggior potenza.
Nel 1913 la vettura venne dotata di fari elettrici e di motorino di avviamento anch'esso elettrico.
La 25/55 PS venne tolta di produzione nel 1915 per essere sostituita dalla 25/65 PS, ma nel 1918, quando anche quest'ultima terminò la sua carriera, la 25/55 PS venne riproposta in listino per affiancare un nuovo modello, la 27/70 PS, vera erede della famiglia 25PS.

### Benz 25/65 PS
La 25/65 PS fu introdotta nel 1915 in sostituzione della 25/55 PS. Il nuovo modello montava un nuovo motore, un 6 cilindri in linea biblocco da 6503 cm³ (100x138 mm), caratterizzato dalla distribuzione a valvole laterali con schema a L e asse a camme laterale. L'alimentazione era a carburatore Zenith. Il nuovo motore erogava una potenza massima di 65 CV a 1650 giri/min, ma per quanto riguardava l'accensione, pur sempre a doppia candela, si ritornò al tradizionale schema a magnete e batteria.
Il resto della meccanica era molto simile a quella dei due precedenti modelli, fatta eccezione per le sospensioni posteriori, che stavolta utilizzavano balestre di tipo cantilever. L'albero di trasmissione era unicamente ad albero cardanico. Il passo dell'autotelaio crebbe fino a 3.56 metri.
La 25/65 PS raggiungeva una velocità massima di 95 km/h e fu tolta di produzione nel 1918.